# Зека, Хаджи
Хаджи Зека (алб. Haxhi Zeka; 20 декабря 1832 — 21 февраля 1902) — видный деятель национально-освободительного движения Албании, лидер албанского движения конца XIX-начала XX веков, борец и организатор народных восстаний в Косово.

## Биография
Зека родился в с. Шошани (ныне община Маргегай округа Тропоя области Кукес). Стал муллой.

Хаджи Зека - один из организаторов и член Центрального комитета Призренской лиги, активный борец за автономию Албании и защиту её территориальной целостности. На Ассамблее Лиги, 10 июня 1878 года, Зека был избран членом ее ЦК. В сентябре 1878 г. отряды Лиги в селе Дьяковице выступили, под командованием Хаджи Зеки, против войск Мехмед-Али-паши. 
В 1478 году (через 11 лет после смерти Скандербега) Албания была — вслед за Сербией, Болгарией, Византией и Боснией — завоёвана турками и надолго утратила независимость. (…) В 1879 г. впервые со времён Скандербега возродилась Албанская Лига, признанная огромным большинством фисов. (…) На I Албанском съезде (Косовский Призрен, 1879 г.) обсуждались цели, задачи и методы войны с сопредельной Черногорией…
 — пишет К. Э. Козубский. В начале 1880 года Лига вступила в столкновения с черногорцами в Плаве и Гусинье.
В конце ноября 1880 года османские власти объявили Призренскую лигу и «автономную Албанию» вне закона. В ответ, в декабре 1880-го в Косове участились албанские вооружённые нападения на османскую администрацию. 21 апреля 1881 года Хаджи Зека сражался в битве у Сливовой (Slivova) против турецкого экспедиционного корпуса Дервиш-паши, посланного ликвидировать Лигу. Тогда многие лигисты подверглись подверглись самым зверским казням, а идея албанской автономии была похоронена на много лет.
Хаджи Зека был одним из организаторов восстания косовских албанцев 1883—1885 годов против экономического и политического насилия османских правителей. Под руководством Хаджи Зеки и Байрама Цурри восстание, охватило обширные регионы Косово. После подавления восстания Хаджи Зека не прекратил своей деятельности по пропаганде идей албанской автономии. Поэтому его выманили в Стамбул, где и содержали под арестом до 1896 года.
С февраля 1897 г. в патриотических кругах Дьяковице и Пейи зародилась идея, которая стала распространяться по всему Косово, а именно создание союза городов в поддержку целостности населённых албанцами районов. Инициатива получила название «Беслизья шкиптаре» («Албанский союз, скрепленный клятвой верности»). Во главе комитета, руководившего деятельностью союза, встал Хаджи Зека. 23—29 января 1899 года в Пейе состоялось собрание, на котором присутствовало около 500 представителей городской элиты, ремесленников, торговцев и сельского населения Косовского и других вилайетов. На нëм было принято решение об образовании Албанской лиги, руководящий комитет которой возглавил Хаджи Зека. Печская лига мыслилась как наследница Призренской. Правой рукой Хаджи Зеки стал Иса Болетини, ещё один ветеран битвы у Сливовой.
21 февраля 1902 года Х. Зека был убит албанцем Адамом Заджми.